# Юги (селище залізничної станції, Ленінградська область)
Юги (рос. Юги) — селище залізничної станції  у Волховському районі Ленінградської області Російської Федерації.
Населення становить 50 осіб. Належить до муніципального утворення Потанінське сільське поселення.

## Історія
Згідно із законом № 56-оз від 6 вересня 2004 року належить до муніципального утворення Потанінське сільське поселення.

## Населення
| 1997 | 2007 | 2010 | 2017 |
| ---- | ---- | ---- | ---- |
| 61   | ↘53  | ↘38  | ↗50  |